# Kristen Bell
Kristen Anne Bell, ameriška igralka, * 18. julij 1980, Huntington Woods, Michigan, ZDA.
Kristen Bell, zvezda televizijske nanizanke Veronica Mars, se je rodila v poljsko-ameriški družini in je odraščala v notranjem predmestju Huntington Woods v Detroitu.
Poleg igranja je posodila glas v animiranih delih, kot sta serija videoiger Assassin's Creed in Disneyjeva risanka Ledeno kraljestvo.
Od leta 2013 je poročena z igralcem Daxom Shepardom in skupaj z njim ima dve hčerki.